# Château de Brochel
Le château de Brochel (Brochel Castle ou Castle Broichin en anglais) est un château en ruine situé sur l'île de Raasay en Écosse.
Il a été construit à la fin du XVe siècle au sommet d'un rocher de la côte nord-est de l'île pour Calum Garbh, membre du clan MacLeod et premier laird de Raasay. En raison de son inconfort, il fut abandonné par le clan en 1671 au profit de la Raasay House.